# 卫星科幻

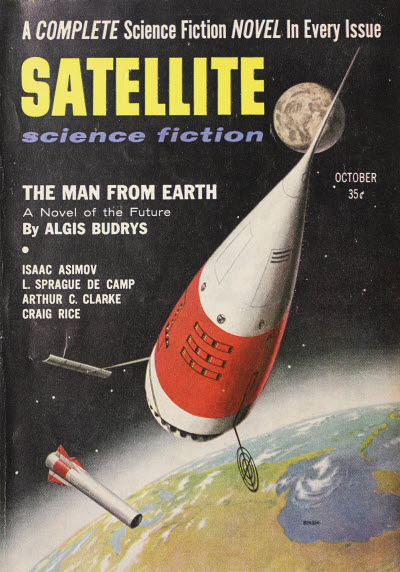
《卫星科幻》创刊号，封面由埃德·艾姆许威勒设计

《卫星科幻》（Satellite Science Fiction）是美国科幻杂志，1956年10月至1959年4月经里奥·马古利斯的名望出版公司发行，起初为文摘杂志大小，每期刊登一部中篇小说和少量短篇，旨在同当时市场份额不断扩大的平装书竞争。《卫星科幻》前两期由小山姆·默温主编，离职后马古利斯接手，两年后再聘请弗兰克·贝尔纳普·隆主编1959年2月刊。从这期开始，《卫星科幻》改为信纸（又名四分）尺寸，目的是让杂志在报摊上更显眼。然而事与愿违，得知销售数据后马古利斯马上决定停刊。
杂志刊登的作品包括菲利普·狄克第一部小说《宇宙木偶》，还有阿尔及斯·布德里斯和杰克·万斯一些广受好评的作品，不过整体而言小说品质参差不齐。短篇文章作者包括艾萨克·阿西莫夫、亚瑟·查理斯·克拉克和里昂·斯普拉格·德坎普。山姆·莫斯科维茨为早期的《卫星科幻》写过一系列文章，这些文章后来经修改收入他的著作《无限探险家》。1958年，马古利斯找到1894至1895年间最早出版H·G·威尔斯名作《时间机器》的杂志，将其中一些之后每次重印都被删掉的内容刊出。

## 出版史
1952年，里奥·马古利斯（Leo Margulies）和劳伦斯·赫伯特（H. Lawrence Herbert）创立“特大号出版公司”（King-Size Publications），出版作品包括《圣徒神秘杂志》（The Saint Mystery Magazine）和《奇幻宇宙》（Fantastic Universe）。1956年，特大号已负债累累，马古利斯将股份卖给赫伯特，用得来的钱创立名望出版公司（Renown Publications），并于1956年9月创办《迈克尔·沙恩神秘杂志》（Michael Shayne Mystery Magazine），次月又发行《卫星科幻》创刊号，马古利斯几位老友经营的公司负责杂志分销。《卫星科幻》起初是双月刊，马古利斯希望将来能办成月刊。小山姆·默温（Sam Merwin Jr.）是首任主编，从20世纪30年代就开始与马古利斯合作。马古利斯还希望创办名望丛书（Renown Books），每月发行四本书籍，其中一本为科幻小说，内容先经《卫星科幻》刊载，之后再出书。
默温在杂志发行两期后离职，马古利斯从1957年2月刊起亲自接手主编职务。为了让《卫星科幻》在报摊上更显眼，马古利斯从1959年2月刊开始把杂志尺寸从原本的文摘杂志大小扩大到信纸（又名四分）尺寸，并改为月刊，由弗兰克·贝尔纳普·隆（Frank Belknap Long）担任主编。事与愿违，尺寸加大的同时成本随之提升，改版后的第一期销量很不理想，马古利斯看到销售数字后马上决定停刊。1959年6月刊内容已经编排完成，但没有印刷大货，只有部分收藏爱好者辗转取得其中部分图样。《卫星科幻》停刊同时也意味着马古利斯对名望丛书的设想沦为泡影。

## 内容

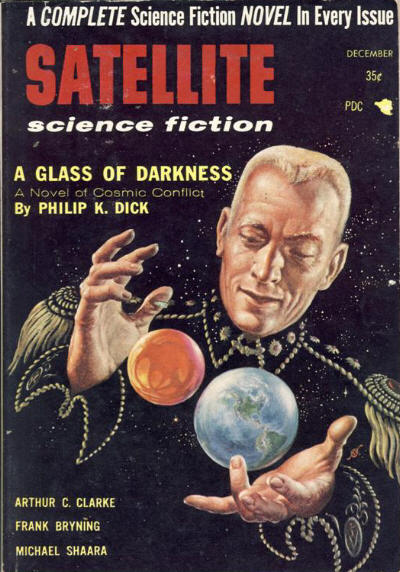
1956年12月《卫星科幻》，封面由凯利·弗里亚斯创作。

20世纪50年代中期，平装书在美国科幻作品市场所占份额节节攀升，许多读者喜欢从中阅读科幻小说，并且大部分更中意短篇。为了对抗来势汹汹的平装书，马古利斯决定在每期杂志刊登一篇完整小说。以《触目惊心的故事》（Startling Stories）为代表的纸浆科幻杂志就曾沿用这种策略，马古利斯曾任该杂志编辑部主任。以往的文摘杂志极少刊载长文，1.5万字就足以列为小说，但马古利斯要求《卫星科幻》刊登的小说要长得多，平均达到四万字。马古利斯在杂志广告中使用口号“本杂志就是书！”而且大部分封面还有标语“每期一篇完整科幻小说”。
前两期杂志的小说分别是阿尔及斯·布德里斯（Algis Budrys）的《地球来的男人》（The Man From Earth）和菲利普·狄克的小说处女作《一杯黑暗》（A Glass of Darkness）。两篇小说几年后都发行平装书，书名分别是《地球上的男人》（Man of Earth）和《宇宙木偶》（The Cosmic Puppets）。前两期内容质量很高，无法长久保持，科幻史学家马尔科姆·爱德华兹（Malcolm Edwards）和迈克·阿什利（Mike Ashley）都认为此后的杂志品质不及。
第三期刊出哈尔·克莱门特（Hal Clement）的《掠夺星球》（Planet for Plunder），以外星人前来地球执行任务的视角讲述。这篇文章长度达不到马古利斯的要求，于是默温自行新增两个章节，从人类角度讲述，再把两种视角的章节交替刊载。阿什利对1972年出版的《掠夺星球》原著评价很高，在他看来，默温当年的行径纯属画蛇添足，堪称“怎么把好故事讲烂的典范”。爱德华兹和阿什利还觉得有两篇小说特别值得一提，分别是J·T·麦金托什（J. T. McIntosh）创作，1958年8月刊登的《百万城市》（One Million Cities），以及杰克·万斯创作，1957年12月刊载的《包星语言》（The Languages of Pao）。科幻作品评论员彼得·尼科尔斯（Peter Nicholls）和大卫·兰福德（David Langford）认为，《包星语言》堪称科幻作品应用语言相对论的典范，该理论认为，人对现实的感知由他的语言决定。1958年2月《卫星科幻》刊登弗兰克·贝尔纳普·隆（Frank Belknap Long）的小说《遥远恒星的任务》（Mission to a Distant Star），马古利斯一度考虑将其作为名望丛书的第一本小说出版。
前五期杂志刊登的都是原创小说，但1957年8月刊登的《慧星年》（The Year of the Comet）属于转载作品，该文由约翰·克里斯托弗（John Christopher）执笔，1955年在英国发行，只是还没有在美国出版。后面又有多期杂志刊登再版小说，如查尔斯·埃里克·曼因（Charles Eric Maine）的《火墙》（Wall of Fire）、埃德温·查尔斯·图布（E. C. Tubb）的《复活的男人》（The Resurrected Man），以及诺埃尔·鲁米斯（Noel Loomis）的《绝对运动的男人》（The Man With Absolute Motion），这些小说都曾于数年前在英国出版，没有在美国发行。

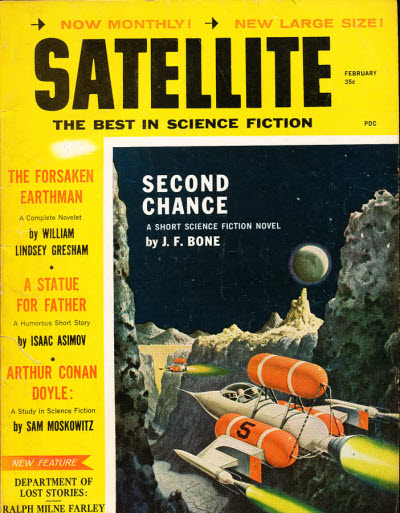
1959年2月的《卫星科幻》改为信纸尺寸，封面由亚历克斯·绍姆堡创作。

每本《卫星科幻》杂志刊载的文字约为5.3万，留给其他体裁文章的空间很小，所以大多是一些笑话，或对某个构想的简短介绍。例如迈克尔·色拉（Michael Shaara）的《四百亿美元的门》就虚构首次载人登月的笑话，航天器顺利登上月球后，里面的人却发现门冻得封死了，根本没办法打开。这些短篇文章的作者包括亚瑟·查理斯·克拉克、达尔·斯蒂文斯（Dal Stivens）、艾萨克·阿西莫夫和里昂·斯普拉格·德坎普（L. Sprague de Camp）等。马古利斯得知H·G·威尔斯1895年的小说《时间机器》自1894至1895年在《新评论》连载后，之后每次再版都有几页内容被略去，所以他为图书馆搜索付费，结果就在办公室街对面的纽约公共图书馆找到登有那几页的杂志。省略的内容讲述人类在遥远的未来退化成类似兔子的小动物，马古利斯将其放入1958年8月的《卫星科幻》。
1957年2月，《卫星科幻》增加书评专栏，由山姆·莫斯科维茨（Sam Moskowitz）操刀。很快，专栏就转变成评述早期科幻作品的系列文章，最早的一篇是《地球卫星的真实故事》（The Real Earth Satellite Story），在1957年6月的杂志发表，围绕早期科幻作品中的卫星展开。莫斯科维茨还提议刊登评论中讨论的作品作为补充，如费兹·詹姆斯·奥布赖恩（Fitz James O'Brien）1864年的短篇《我是如何克服重力》（How I Overcame My Gravity），该文就同讨论奥布赖恩的评论一起登上1958年6月的杂志。这些评论许多还有配图，基本是仿制早期画作或书籍封面。莫斯科维茨后来把他的大部分专栏文章收入著作《无限探险家》（Explorers of the Infinite），只是省掉杂志附图。
除最后一期外，马古利斯为每期杂志写有社论。1959年4月他在社论中表示，信件专栏是为了加强“作者和读者之间的联系”，并在下一个月的杂志开通信件专栏，但这却已经是《卫星科幻》的绝响。迈克·阿什利认为杂志的美术表现平平无奇，只有亚历克斯·绍姆堡（Alex Schomburg）创作的六个封面值得肯定，至于书内大部分由里奥·莫雷（Leo Morey）绘制的插图就实在“平庸至极”CITEREFWeinberg。
1959年初杂志尺寸加大后，马古利斯放弃每期杂志刊登一整篇小说的政策，新增“失落的故事系列”栏目，根据读者要求刊登老文章，其中第一篇是拉尔夫·米尔恩·法利（Ralph Milne Farley）1932年创作，应席奥多尔·史铎金要求刊登的短篇《绑架者小数字》（Abductor Minimi Digit）。1959年6月刊虽然没有发行，但原计划刊载菲利普·何塞·法默作品《奇怪的诞生》（The Strange Birth）。该文后由1960年5月的《奇幻与科幻杂志》（The Magazine of Fantasy & Science Fiction）登出，标题改为《姐姐，向我敞开身心》（Open to Me, My Sister）。1959年7月的《卫星科幻》没有面世，但有一张封面样图存世，可以看到计划刊登的部分内容。两期未发行杂志的小说或其他文章作者包括亚瑟·查理斯·克拉克、范·沃格特和弗兰克·赫伯特等，这些内容此后大多经其他途径出版。

## 书目详细信息
| | 一月 | 二月 | 三月 | 四月 | 五月 | 六月 | 七月 | 八月 | 九月 | 十月 | 十一月 | 十二月 |
| 1956 |      |      |      |      |      |      |      |      |      | 1/1  |        | 1/2    |
| 1957 |      | 1/3  |      | 1/4  |      | 1/5  |      | 1/6  |      | 2/1  |        | 2/2    |
| 1958 |      | 2/3  |      | 2/4  |      | 2/5  |      | 2/6  |      | 3/1  |        | 3/2    |
| 1959 |      | 3/3  | 3/4  | 3/5  | 3/6  |      |      |      |      |      |        |        |
| 《卫星科幻》出版详细信息，表格最左侧是年份，上方是月份，其他数字代表“卷号/期数”， 浅蓝色代表小山姆·默温主编，黄色是里奥·马古利斯，紫灰为弗兰克·贝尔纳普·隆。 |      |      |      |      |      |      |      |      |      |      |        |        |

《卫星科幻》前十四期为双月刊，文摘杂志大小，每期128页；后四期改为月刊，信纸尺寸，64页。所有杂志分三卷，每卷六期，每期价格一直是35美分。前两期由小山姆·默温主编，离职后马古利斯接手，直到改为月刊时才由弗兰克·贝尔纳普·隆担任主编。马古利斯的夫人是每期杂志的总编辑，使用娘家姓署名西尔维亚·克莱曼（Cylvia Kleinman）。所有杂志均由马古利斯全资持有的名望出版公司发行。

## 脚注
1. ↑  first.
2. ↑  Science Fiction, Fantasy, and Weird Fiction Magazines，第251頁.
3. ↑  Giant of the Pulps，第148–149, 176頁.
4. ↑  Giant of the Pulps，第242頁.
5. 1 2 3  1985b，第493頁.
6. 1 2  Giant of the Pulps，第176頁.
7. 1 2 3 4 5  Giant of the Pulps，第199–203頁.
8. 1 2 3  Transformations，第164–165頁.
9. 1 2 3 4 5 6 7  Culture.
10. 1 2 3 4 5 6  1985b，第496頁.
11. ↑  Galactic Central.
12. ↑  The History of the Science Fiction Magazine Part 4，第26頁.
13. ↑  1956-12.
14. 1 2 3  issues.
15. 1 2  1985b，第495頁.
16. ↑  Transformations，第163頁.
17. ↑  1985b，第495–496頁.
18. ↑  Themes-Linguistics.
19. ↑  1959-02.
20. ↑  1985b，第493–494頁.
21. 1 2  1985b，第494頁.
22. ↑  completelist.
23. ↑  Transformations，第216頁.
24. 1 2  The Magazine of Fantasy & Science Fiction.
25. 1 2 3 4  1985b，第497頁.
26. 1 2  Giant of the Pulps，第13頁.